# Monte das Gameleiras
Monte das Gameleiras este un oraș în Rio Grande do Norte (RN), Brazilia.